# ラ・スペツィア県

ラ・スペツィア県
Provincia della Spezia

ラ・スペツィア県（ラ・スペツィアけん、Provincia della Spezia）は、イタリア共和国リグーリア州の県の一つ。県都はラ・スペツィア（ラ・スペーツィア）。
観光地として著名なリグーリア海岸（リヴィエラ）の最も東に位置する一帯であり、チンクエ・テッレなどが世界遺産に登録されている。また、ラ・スペツィアはイタリアの重要な港湾都市のひとつであり、イタリア海軍の基地が置かれているほか、造船業など工業の拠点となっている。

## 地理

### 位置・広がり
リグリア海に沿って東西に長く広がるリグーリア州では最も東に位置する県であり、東にトスカーナ州、北にエミリア＝ロマーニャ州と境界を接する。県都ラ・スペツィアは、ピサの北西約63km、州都ジェノヴァの東南東約78km、パルマの南西約88km、フィレンツェの西北西約120km、首都ローマの北西約326kmに位置している。
隣接する県は以下の通り。
- 北東 - パルマ県 （エミリア＝ロマーニャ州）
- 東 - マッサ＝カッラーラ県 （トスカーナ州）
- 北西 - ジェノヴァ県

### 県内の地域と主要な都市

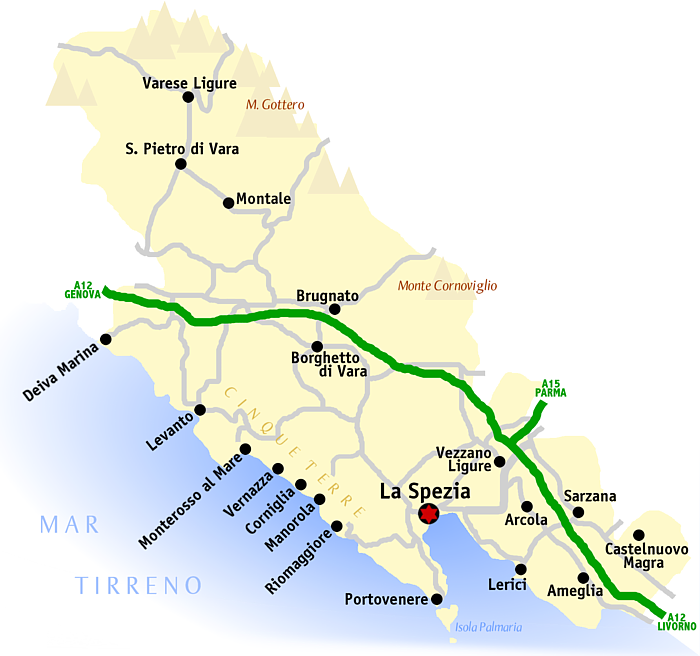
ラ・スペツィア県

2001年の国勢調査に基づく居住地区（Località abitata）別人口統計によれば、人口5000人以上の都市・集落は以下の通り。（　）内は所属コムーネ（自治体）名を示すが、都市名と同一の場合は省いた。
- ラ・スペツィア - 87,327人
- サルザーナ - 18,416人
- レーリチ - 9,570人
- サント・ステーファノ・ディ・マグラ - 7,749人
- コロンビエラ＝モリッチャラ （カステルヌオーヴォ・マグラ） - 6,666人
- カザノ＝ドガーナ＝イーゾラ （オルトノーヴォ） - 6,563人
- アルコラ - 5,616人
- チェパラナ＝カルペナ （ボラーノ） - 5,547人

- ラ・スペツィア
- サルザーナ
- レーリチ

ラ・スペツィア県の地域区分

ラ・スペツィア県は、地理的に4つの地域に区分される。
県南部、ラ・スペツィア湾沿いの地域は、ラ・スペツィア湾地方 (Golfo della Spezia) と呼ばれる。湾奥に位置する県都ラ・スペツィアのほか、レーリチ、ポルトヴェーネレが含まれる。
県南西部のリグリア海沿岸地域（リグリア海岸）はリヴィエラ・スペッツィーナ (it:Riviera spezzina) とも呼ばれる。最大のコムーネはレヴァントである。チンクエ・テッレをはじめとする観光地で知られる。
県南東部は、隣接するマッサ＝カッラーラ県とまたがる形でヴァル・ディ・マグラ (it:Val di Magra) が広がっている。中心都市はサルザーナである。
県北部はヴァル・ディ・ヴァラ (it:Val di Vara) と呼ばれる。

## 行政区画
ラ・スペツィア県には32のコムーネが属する。主要なコムーネ（人口8000人以上）は下表の通り。左端の数字はISTATコードを示す。人口は2011年1月1日現在。
右の地図中の番号は、コムーネのISTATコード下3桁を示す。下表に掲げた主要なコムーネのうち、地図中に名称を記さなかったものについては、番号を太字で示した。
| コード | 自治体名                           | 人口   |
| ------ | ---------------------------------- | ------ |
| 011015 | ラ・スペツィア                     | 95,378 |
| 011027 | サルザーナ                         | 21,979 |
| 011002 | アルコラ                           | 10,507 |
| 011016 | レーリチ                           | 10,284 |
| 011026 | サント・ステーファノ・ディ・マグラ | 8,751  |
| 011020 | オルトノーヴォ                     | 8,483  |
| 011011 | カステルヌオーヴォ・マグラ         | 8,256  |

## 交通

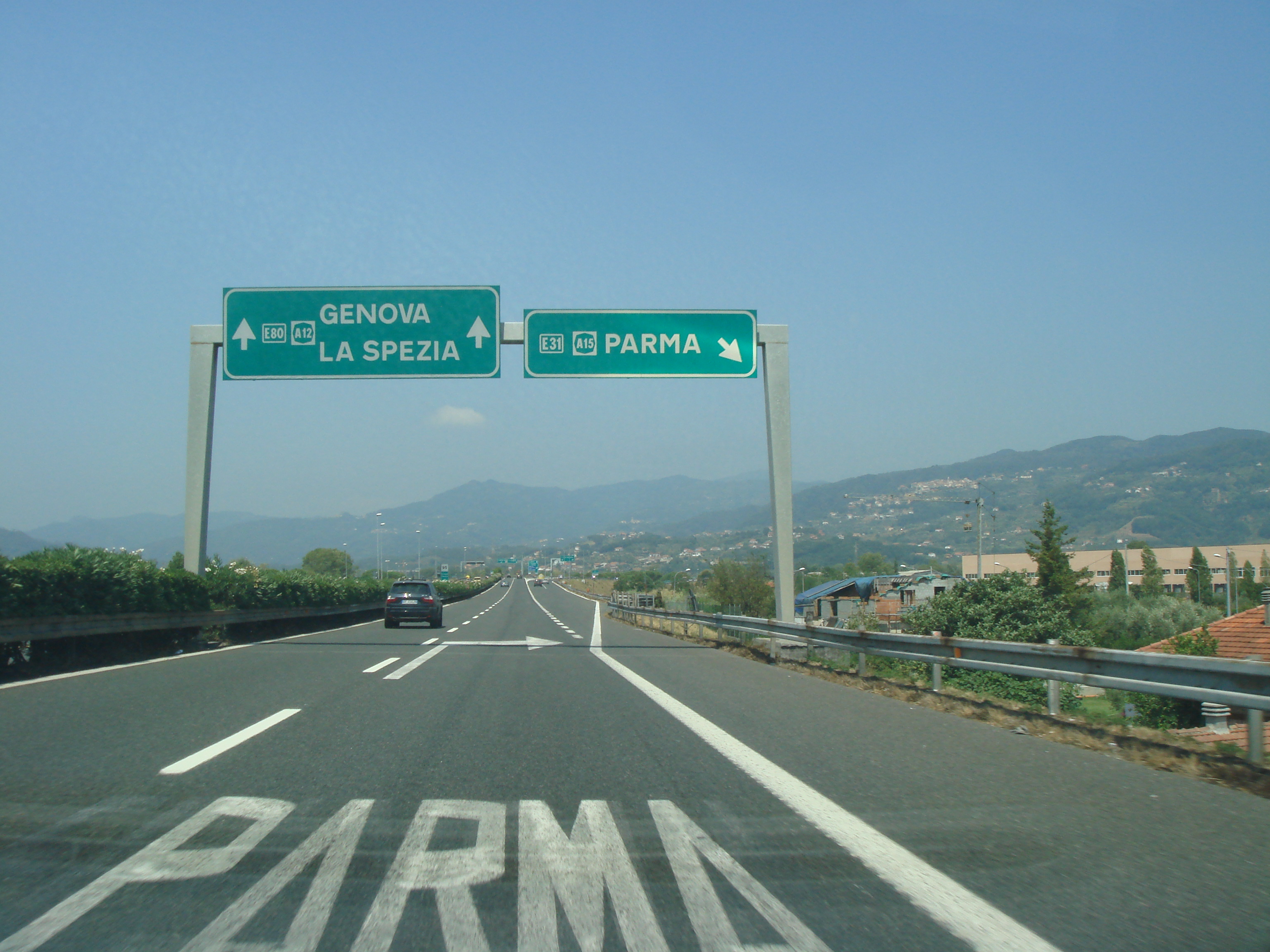
A12とA15の分岐を示す標識

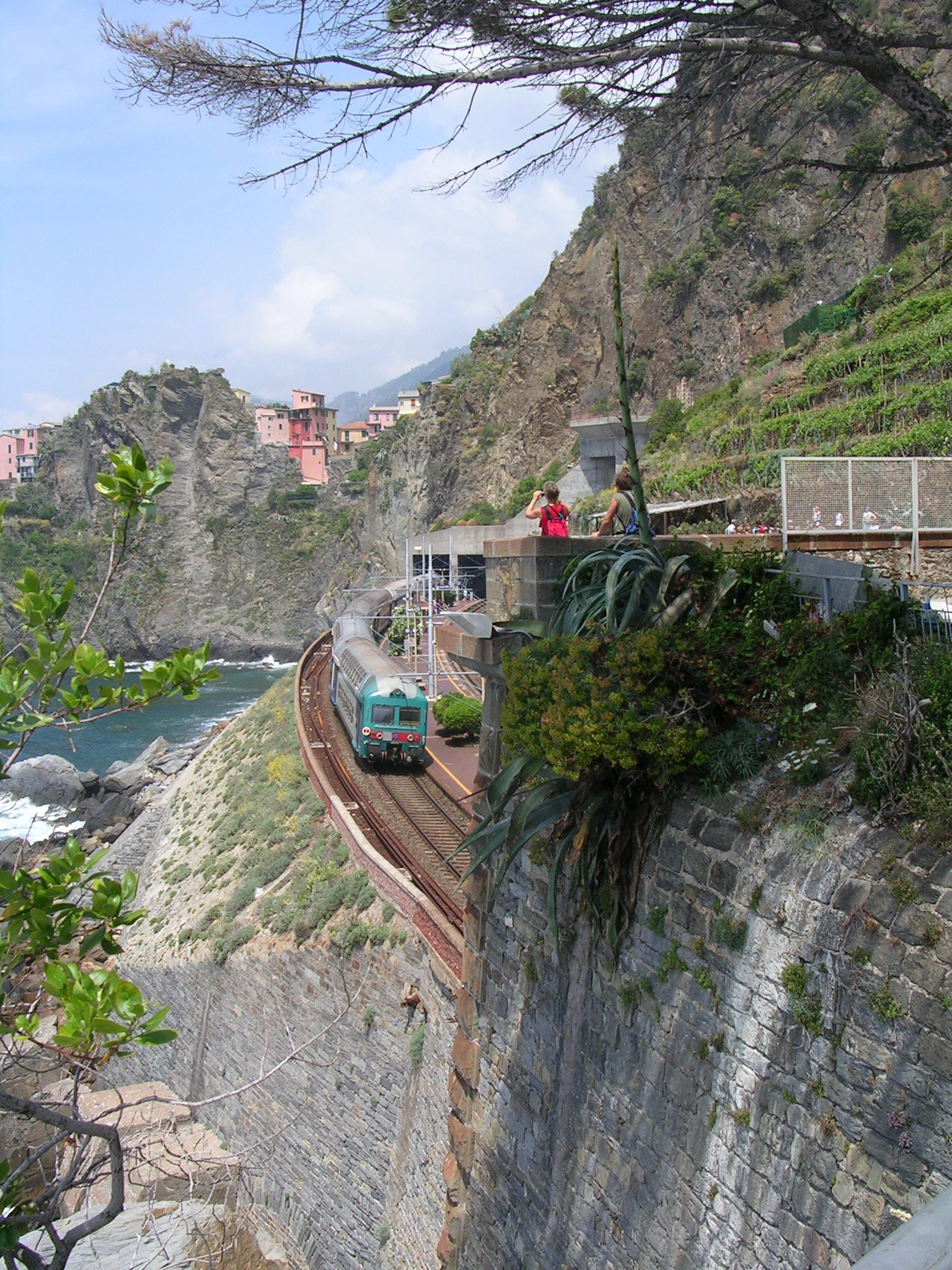
チンクエ・テッレの絶壁を走るティレニカ線（マナローラ駅）

### 道路
県内を貫く高速道路が2路線ある。A12はジェノヴァとリヴォルノを結び、A15はラ・スペツィアとパルマを結ぶ。
高速道路
- A12 (it:Autostrada A12 (Italia)) 
〔ジェノヴァ〕 - レヴァント - サント・ステーファノ・ディ・マグラ - サルザーナ - 〔リヴォルノ〕
欧州自動車道路E80号線として指定
- A15 (it:Autostrada A15) 
〔パルマ - アウッラ〕 - サント・ステーファノ・ディ・マグラ - ラ・スペツィア
欧州自動車道路E33号線 (en) として指定

### 鉄道
県内には、ジェノヴァとローマを結ぶ Tirrenica 線と、パルマに至る Pontremolese 線が走っている。主要なイタリアの都市とは、列車によって結ばれている。
- ピサ＝ラ・スペーツィア＝ジェノヴァ線（ティレニカ線）
〔ピサ〕 - サルザーナ - ラ・スペツィア - モンテロッソ - レヴァント - 〔ジェノヴァ〕
- パルマ＝ラ・スペーツィア線  (it:Ferrovia Pontremolese) 
〔パルマ〕 - サント・ステーファノ・ディ・マグラ - ラ・スペツィア

### 空港
県内にはルーニ (it:Luni) （オルトノーヴォの分離集落）に飛行場があるが、ゼネラル・アビエーションにのみ用いられる。近隣の国際線も発着する空港としては、ピサ空港、ジェノヴァ空港、ミラノ・マルペンサ空港がある。

## 文化・観光
リグリア海岸の自然と集落の景観は、ユネスコ世界遺産に「ポルトヴェーネレ、チンクエ・テッレと小島群（パルマリア島、ティーノ島、ティネット島）」として登録されている。
「イタリアの最も美しい村」クラブには、ラ・スペツィア県からブルニャート、フラムーラ、ヴァレーゼ・リーグレ、モンテマルチェッロ（Montemarcello : アメーリアの分離集落）、テッラロ（Tellaro : レーリチの分離集落）、ヴェルナッツァが加わっている（2015年4月現在）。